# Claude Chabrol
Claude Chabrol (24 juni 1930 – 12. september 2010) var en fransk filminstruktør.
Chabrol tillhører gruppen af store franske filminstruktører og er en af repræsentanterne for den "Ny bølge" i fransk film med film som Vennerne (1958) og Fætrene (1959). 
Chabrol beskæftiger sig ofte med begrebet skyld. Han var inspireret af den engelske instruktør Alfred Hitchcock og er af flere blevet omtalt som "den franske Hitchcock". 

## Filmografi
Fra han indledte sin karriere som filminstruktør i 1958, lavede Chabrol mere end 50 film og tv-produktioner.

### Spillefilm
- Vennerne (Le beau Serge, 1958).
- Fætrene (Les cousins, 1959).
- De søde piger (Le bonnes femmes, 1960).
- Er det synd at myrde kvinder? (Landru, 1963).
- Tigeren elsker frisk kød (Le Tigre aime la chair fraîche, 1964).
- Den blå panter (Marie Chantal contre Dr. Kha, 1965).
- Tigeren parfumerer sig med dynamit (Le Tigre se parfume à la dynamite, 1965).
- Grænsefloden (La ligne de démarcation, 1966).
- Champagnemordet (Le scandale, 1967).
- Farlig vej til Korinth (La route de Corinthe, 1967).
- Veninderne (Les biches, 1968).
- Den utro hustru (La femme infidèle, 1968).
- Dyret skal dø (Que la bête meure, 1969).
- Slagteren (Le boucher, 1970).
- Terror (La rupture, 1970).
- Lige før natten (Juste avant la nuit, 1971).
- Ti dages frist (La décade prodigieuse, 1971).
- Doktor Popaul (Docteur Popaul, 1972).
- Det blodrøde bryllup (Les noces rouges, 1973).
- Rød som blod (Nada, 1974).
- Une partie de plaisir (1975).
- Morder-kabalen (Les innocents aux mains sales, 1975).
- Les magiciens (1976).
- Sidespring (Folies bourgeoises, 1976).
- Alice ou la dernière fugue (1977).
- Blodets bånd (Les liens de sang, 1978).
- Violette Nozière (1978).
- Le cheval d'orgueil (1980).
- Hattemagerens ånder (Les fantômes du chapelier, 1982).
- Le sang des autres (1984).
- Et lig for meget (Poulet au vinaigre, 1985).
- Inspektør Laverdin (Inspecteur Lavardin, 1986).
- Masques (1987).
- Le cri du hibou (1987).
- Den sorte engel (Une affaire de femmes, 1988).
- Jours tranquilles à Clichy (1990).
- Dr. M (1990).
- Madame Bovary (Madame Bovary, 1991).
- Betty (1992).
- L'enfer (1994).
- Ceremonien (La cérémonie, 1995).
- Rien ne va plus (1997).
- Løgnens farve (Au coeur du mensonge, 1999).
- Merci pour le chocolat (2000).
- La fleur du mal (2003).
- La demoiselle d'honneur (2004).
- Magtens rus (L'ivresse du pouvoir, 2006).
- La fille coupée en deux (2007).
- Bellamy (2009).